# Papiertheater Nürnberg
Das Papiertheater Nürnberg besteht seit 1995. Es wurde von dem Nürnberger Künstler Johannes Volkmann gegründet. Aus dem ursprünglichen Innenraum-Theater mit selbst entwickelten Produktionen hat sich seit 2008 auch eine kreative Projekt-Werkstatt entwickelt, die heute mit künstlerischen „Gesellschaftsinszenierungen“ im öffentlichen Raum weltweit aktiv ist. Außerdem wurde 2005 der Verlag erlesene Bücher gegründet.

## Das Papiertheater
Es ist ein kleines Privattheater und hat ein offenes Ensemble in dem verschiedene Künstler zusammenarbeiten. Bei den Aufführungen ist meist eine große Papierfläche zwischen dem Publikum und den Spielern aufgespannt, auf die gemalt und projiziert wird, in die Löcher und Fenster geschnitten und gerissen werden und aus der gefaltete und geknickte Formen entstehen. Die Inszenierungen leben vor allem durch ihre Bildsprache und kommen meist ohne längere Texte aus. Neben einigen Stücken, die eher auf Erwachsene ausgerichtet sind, gibt es auch viele Inszenierungen für Kinder.

## Die Gesellschaftsinszenierungen
Dabei handelt es sich um eine soziale und politische Inszenierungsform, die aktuelle Themen der Gesellschaft aufgreift und dabei Bürgerinnen und Bürger mit einbezieht. Diese Inszenierungen haben zwar ein künstlerisches Konzept, sind jedoch offen in ihrer Entwicklung und können auch mehrere Jahre dauern. Sie wollen konstruktiv zum demokratischen und sozialen Zusammenleben der Bevölkerung beitragen. Für die Tourneen im Ausland wurde oft mit dem Goethe-Institut kooperiert.

## Verlag erlesene Bücher
Das Profil des Verlages sind handgemachte Unikatsbücher für Kinder und Erwachsene. Die künstlerischen Projekte des Papiertheaters werden oft auch als Bücher verlegt.

## Preisverleihungen
- 2020: Stipendium der Kulturstiftung des Bundes
- 2019: Demokratiepreis Murnau
- 2016: Caritas Pirckheimer Preis, Nürnberg
- 2015: Paula-Maurer-Preis, Nürnberg
- 2014: Günther-Klinge-Preis
- 2011: Paula-Maurer-Preis, Nürnberg
- 2010: Wolfram Eschenbach Förderpreis, Mittelfranken
- 2008: IHK Kulturpreis
- 2004: Publikumspreis / Theater Festival im Iran
- 2003: Kulturpreis der Stadt Nürnberg / Stipendium
- 2002: Bayerischer Kindertheaterpreis

## Tourneen (Auswahl)
- 2001: Albanien Tournee, in Zusammenarbeit mit dem Goethe-Institut.
- 2003: 2005 Schweiz Tournee
- 2004: Ungarn Tournee
- 2002: 2004, 2006 Iran Tournee, in Zusammenarbeit mit dem Goethe-Institut,
- 2006: 2007, 2012 Ägypten Tournee - Kairo, Alexandria, Assiut, in Zusammenarbeit mit dem Goethe-Institut.
- 2006: Indonesien Tournee, in Zusammenarbeit mit dem Goethe-Institut.
- 2006: Bulgarien Tournee
- 2007: Indonesien Tournee
- 2008: Polen Tournee
- 2008: Italien Tournee / Mailand, Turin, Genua, Rom, Neapel, in Zusammenarbeit mit dem Goethe-Institut.
- 2009: 2010 Israel Tournee / Train Theatre, Jerusalem
- 2009: Banja Luka
- 2009: Thessaloniki / Kilkis Festival
- 2009: Bukarest, in Zusammenarbeit mit dem Goethe-Institut
- 2009: USA Tournee / European Kids Festival / Washington
- 2010: Ecuador Tournee, in Zusammenarbeit mit dem Goethe-Institut
- 2010: Izmir Festival / Türkei
- 2010: Nancy Festival / Frankreich
- 2010: Palästina Tournee, in Zusammenarbeit mit dem Goethe-Institut
- 2011: 2013 Indien Tournee, in Zusammenarbeit mit dem Goethe-Institut
- 2011: Barcelona / Deutsche Kulturtage, Goethe-Institut
- 2012: Festival in Galway, Irland, in Zusammenarbeit mit dem Goethe-Institut
- 2012: China Tournee, in Zusammenarbeit mit dem Goethe-Institut
- 2013: 2015 Türkei / Antalya / Amt für internationale Beziehungen
- 2015: Rom „Konferenz“, in Zusammenarbeit mit dem Goethe-Institut Rom
- 2016: Breslau „Konferenz“ / Kulturhauptstadt
- 2016: Liechtenstein „Konferenz“, in Zusammenarbeit mit der ASSITEJ Liechtenstein
- 2017: Burkina Faso „Konferenz“ im Operndorf von Christof Schlingensief, in Zusammenarbeit mit dem Operndorf Büro, Berlin
- 2018: Norwegen/Oslo „Konferenz“, in Zusammenarbeit mit der Deutschen Schule
- 2018: Russland-Tournee „Erik Satie“, in Zusammenarbeit mit dem Goethe-Institut
- 2018: 1. Gipfelkonferenz der Kinder, Nürnberg,  in Zusammenarbeit mit der ASSITEJ Liechtenstein und PAD Bonn
- 2018: Biennale du sculptur in Quebec / Kanada
- 2019: 2. Gipfelkonferenz der Kinder, Nürnberg, in Zusammenarbeit mit dem Goethe-Institut
- 2020: 3. Gipfelkonferenz der Kinder, Nürnberg